# Dionisio Cueva González
Dionisio Cueva González o Dionisio a Sanctissima Trinitate Sch. P., nació en la localidad burgalesa de Hermosilla, perteneciente hoy en día al municipio de Oña, en 1924 y falleció en Zaragoza el 30 de julio de 2015
Sacerdote católico perteneciente a la Orden de las Escuelas Pías, historiador, escritor, periodista durante el Concilio Vaticano II y ante todo educador. 

## Biografía
Vistió el hábito escolapio en Peralta de la Sal el 24-9-1939, profesó los votos el 25-9-1940 y recibió el orden sacerdotal el 13 de abril de 1947. 

### Argentina
Durante su estancia en Argentina (1947-1961), fue Secretario viceprovincial (1949-1955), Asistente viceprovincial (1952-1955), Rector del colegio Santo Tomás de Córdoba (1955-1961), Director de «Horizontes Calasancios» (1950-1955), fundador y redactor de la revista vocacional «Sígueme», impulsor como asesor y vicepresidente respectivamente de la Federación Católica de Educadores y del Consejo de Educación Católica de Córdoba, presidente de la junta organizadora y secretario luego del Congreso internacional de enseñanza media (1957), Fundador y profesor del Instituto Superior del Profesorado y profesor del Seminario Conciliar de Córdoba. Durante su estancia, compaginó sus actividades con los estudios para obtener el título de Profesor de Letras por la Universidad de Buenos Aires.

### España
(1961-1965) En esta época fue Rector del colegio de Santo Tomás de Aquino de las Escuelas Pías de Zaragoza (1964-1965).

### Roma
En su etapa en Roma (1965-1973) fue periodista del Concilio Vaticano II, Maestro de júniores, Asistente y Postulador General y Presidente de la comisión capitular para la redacción de la nuevas constituciones (1969). Se licenció en Derecho Canónico por la Pontificia Universidad Gregoriana.

### De vuelta a España
De vuelta a España fue Rector del colegio de Logroño (1973-1976) y de Cristo Rey (Zaragoza).Estudió filología hispánica en la Universidad de Zaragoza, fue Provincial de la Provincia de Aragón durante el sexenio 1976-1982. En estos mismos años colaboró con la archidiócesis de Zaragoza desde el Presbiterio y la Delegación diocesana de enseñanza. Intervino intervenido en la traducción al español de las nuevas Reglas y Constituciones de la Orden y colaboró en diversas publicaciones sobre todo en: Datos para nuestra historia (Zaragoza), Diccionario de Institutos Religiosos (Roma), Escuelas Pías: ser e historia (Salamanca) y en la Gran Enciclopedia Aragonesa (Zaragoza). En sus últimos años volvió al colegio Santo Tomás de Aquino, donde residió hasta su fallecimiento.

## Títulos
- Profesor de Letras por la Universidad de Buenos Aires.
- Licenciado en Derecho Canónico por la Pontificia Universidad Gregoriana de Roma.
- Licenciado en Filología Hispánica por la Universidad de Zaragoza.
- Académico Correspondiente de la Real Academia de Nobles y Bellas Artes de San Luis de Zaragoza.

En 2007 recibió la Cruz de Alfonso X el Sabio otorgada por el Ministerio de Educación y Ciencia.

## Obra
Entre sus obras destacan:
- El espíritu de la Madre Janer (1953)
- Vida y obra de Madre Ana María Janer (1961)
- Diez escritos de Madre Paula Montal (1969)
- Las Escolapias en Madrid (1973)
- Ser y Servir (1974)
- Calasanz y sus Constitucions (1979)
- Paula Montal, madre y maestra de la juventud (1988)
- Paula Montal, apóstol de la familia y de la juventud (1989)
- Vida de San José de Calasanz (1992)
- Las Escuelas Pías de Aragón (1677-1950)  (2 volúmenes 1999 y 2000)
- Sacerdote y maestro (2000), (Biografía del Padre Pedro Díez)
- La ruta mariana de Paula Montal (2001)
- En ambas orilla (2004)
- Hermosilla, Su historia y sus gentes (2006)
- Cargaron con su cruz y le siguieron (2006)
- Celestina Donati, madre de la niñez abandonada (2008)
- Calasanz y 25 más (2009)
- Peralta y sus 5 Mártires Escolapios (2010)

Junto a otros autores
- Calasanz, Mensaje espiritual y pedagógico (1973)
- Testigos de amor y de esperanza la vida consagrada en el mundo sociosanitario de Aragón
- 250 años de la provincia escolapia de Aragón exposición conmemorativa: febrero-junio de 1994: Zaragoza, Barbastro, Alcañiz, Logroño

Ha colaborado en el Diccionario biográfico español de la Real Academia de la Historia (2013).